# Batalla de la-Roche-aux-Moines
La batalla de la-Roche-aux-Moines fou un combat lliurat el 2 de juliol de 1214 prop de la moderna Savennières al Maine-et-Loire.

## Antecedents
El 1214, Joan sense Terra, rei d'Anglaterra, aliat a l'emperador del Sacre Imperi Otó IV, va atacar França amb objectiu de prendre París: mentre els anglesos atreien als francesos al sud, els imperials tindrien el camí lliure pel nord i podrien atacar la capital.
El 16 de febrer de 1214 el rei anglès va desembarcar a la Rochelle; Felip August, quan se'n va assabentar, va baixar ràpidament fins a Châtellerault, amb el seu fill el príncep Lluís (després Lluís VIII de França). Joan sense Terra, assabentat del desplaçament dels francesos, va inicar una maniobra de replegament esperant atreure l'enemic el més lluny possible de París, però el rei francès va intuir el perill i es va aturar a Chinon. Allí va saber de l'atac d'Otó IV al nord, i el francès va decidir dividir el seu exèrcit en dues parts per fer front als dos atacants. Ell mateix va marxar al nord i el seu fill es va ocupar dels anglesos.
Per temor a veure tallada la retirada en cas de fracàs davant la capital de França, el rei anglès va decidir aturar-se davant de la fortalesa de la Roche-aux-Moines (Savennières), sense evitar-la. D'allí Joan podia dirigir-se a París tranquil·lament sense haver de vigilar constantment si el príncep Lluís l'empaitava. A la fortalesa esmentada hi havia com a governador Guillem des Roches, senescal del Comtat d'Anjou, que no estava disposat a cedir davant l'amenaça anglesa; 

## Desenvolupament tàctic
Joan sense Terra va començar el setge i llavors va arribar el príncep Lluís el 2 de juliol. Joan sense Terra, veient el perill, es va retirar sense combatre en direcció a La Rochelle, deixant al lloc les seves màquines de setge.

## Conseqüències
La retirada anglesa va permetre als francesos consolidar les seves posicions al sud, i afeblir les forces angleses al perdre aquestes el seu armament pesant de setge el que li impedia assaltar altres fortaleses. La batalla de Bouvines, lluitada el 27 de juliol de 1214, va posar fi a dotze anys de guerra i va confirmar la sobirania de la corona francesa sobre les terres normandes de Bretanya i Normandia, i va posar a l'òrbita francesa el comtat de Flandes, i afeblint la posició d'Otó IV, que acabà perdent la corona en mans del seu rival Frederic II.